# Tschornjanka
Tschornjanka (ukrainisch Чорнянка; russisch Чернянка Tschernjanka) ist ein Dorf im Zentrum der ukrainischen Oblast Cherson mit etwa 3500 Einwohnern.
Das 1793 gegründete Dorf befindet sich am Nord-Krim-Kanal und an der Territorialstraße T–22–10 73 km östlich der Oblasthauptstadt Cherson und 23 km südwestlich vom Rajonzentrum Kachowka.
Zwischen 1907 und 1914 lebte der russisch-ukrainische Maler, Graphiker, Autor und Illustrator futuristischer Bücher Wladimir Dawidowitsch Burljuk mit seiner Familie auf dem Gut Tschernjanka.
Am 12. Juni 2020 wurde das Dorf ein Teil der Stadtgemeinde Tawrijsk; bis dahin bildete es die Landratsgemeinde Tschornjanka (Чорнянська сільська рада/Tschornjanska silska rada) im Südwesten des Rajons Kachowka.